# 數位廣播編輯及播出系統
數位廣播編輯及播出系統（Passant DV，簡寫PSDV）是嶸合科技的產品之一，為目前大愛電視台所採用的播映系統。

## 系統架構
全系統由多部特定功能的伺服器經網路連接形成，伺服器均以Intel Xeon雙CPU的機架型電腦為底，裝上不同的軟體與介面卡，而構成不同的功能：
1. 播出伺服器（playout server）：用於播出Serial Digital Interface影音訊號（embadded），同時有Audio Engineering Society聲音輸出。主機上的兩張影音卡AJA Xena SD[1]分別輸出彩色訊號與alpha訊號。
2. 擷取伺服器（ingestion server）：將SDI影像號與AES聲音錄影成DV25的影音資料。
3. 媒體伺服器（media server）：用於儲存媒體檔（如影片、聲音、圖片等）。
4. 轉檔伺服器（translation server）：透過 Gigabit Ethernet 將網路上Samba資料夾的影片檔自動轉存至媒體伺服器
5. 資料庫伺服器（database server）：用MySQL作為資料庫引擎，負責管理媒體檔的metadata。任何存取媒體伺服器的動作都經過資料庫伺服器。
6. 控播伺服器（control server）：。與ENPS溝通，指揮播出伺服器進行播映。